# Titiribí
Titiribí – miasto w Kolumbii, w departamencie Antioquia.